# Jarmila Tárnyiková
Prof. PhDr. Jarmila Tárnyiková, CSc., (* 1938) je česká anglistka, zástupkyně vedoucího Katedry anglistiky a amerikanistiky Filozofické fakulty Univerzity Palackého v Olomouci a výkonná redaktorka časopisu Linguistica Pragensia.

## Publikace
- Seznam děl v Souborném katalogu ČR, jejichž autorem nebo tématem je Jarmila Tárnyiková
- Čítanka textů k jazykovému rozboru s glosářem lingvistických termínů, 1976
- Anglické sloveso v praktickém použití, 1976, spolu s Idou Rochowanskou
- Modalita v angličtině, 1985
- Chapters from Modern English Syntax, 1985
- Přívlastek v angličtině a češtině, 1990, spolu s Dagmar Knittlovou a Jaroslavem Peprníkem
- Čítanka textů k jazykovému rozboru, 1991, ISBN 80-7067-054-1
- Chapters from modern English syntax II (text perspective), 1995, ISBN 80-7067-508-X
- From text to texture : an introduction to processing strategies, 2002, ISBN 80-244-0438-9